# Museo nacional de Omán
El Museo nacional de Omán anteriormente conocido como el Museo de Bait ensayada / Nadir bin Faisal bin Turki, es un museo nacional, ubicado en la calle A'Noor en Ruwi, Omán.
Fundado en 1978, el museo contiene adornos de plata, artesanías de cobre y exhibe los buques de Omán. El museo tiene una sección dedicada a las pertenencias de la dinastía Al Busaidi, y a los gobernantes de Zanzíbar. El museo también tiene una carta muy importante para los musulmanes que data del siglo octavo que se dice es del profeta Mahoma para los gobernantes de Omán en la que trata la difusión de la fe islámica en el país.